# Barbie – A hercegnő és a popsztár
A Barbie – A hercegnő és a popsztár (eredeti cím: Barbie: The Princess & the Popstar) egész estés amerikai 3D-s számítógépes animációs film, amelyet Ezekiel Norton rendezett. A forgatókönyvet Steve Granat és Cydne Clark írta, a zenéjét Becky Kneubuhl és Gabriel Mann szerezte, a producere Shelley Dvi-Vardhana és Shawn McCorkindale.
Amerikában 2012. szeptember 11-én adták ki DVD-n.

## Szereplők
| Szereplő                                          | Eredeti hang    | Magyar hang                        | Leírás |
| ------------------------------------------------- | --------------- | ---------------------------------- | ------ |
| Keira                                             | Ashleigh Ball   | Csifó Dorina                       |        |
| Trevi                                             | Ashlyn Drummond | ?                                  |        |
| Seymour Crider                                    | Peter Kelamis   | ?                                  |        |
| Meridith hercegnő                                 | Lauren Lavoie   | ?                                  |        |
| Victoria "Tori" Bethany Evangeline Renee hercegnő | Kelly Sheridan  | Csondor Kata Vágó Bernadett (ének) |        |